# Északi-Szoszva
Az Északi-Szoszva (oroszul: Северная Сосьва) folyó Oroszországban, Nyugat-Szibériában, Hanti- és Manysiföldön; az Ob bal oldali mellékfolyója.

## Földrajz
Hossza: 754 km, vízgyűjtő területe: 98 300 km², évi közepes vízhozama: 860 m³/sec.
Az Északi-Urál keleti lejtőjén eredő két rövid forrásága, a Nagy- és a Kis-Szoszva találkozásával keletkezik. A Nyugat-szibériai-alföld északnyugati részén, széles, mocsaras völgyben folyik. Egyes helyeken 40 km széles ártere van, medrének szélessége az egy km-t is eléri. Igrim településnél veszi fel legnagyobb mellékfolyóját, a Kis-Szoszvát, (neve azonos a jobb oldali forráságéval), innen az Obbal nagyjából párhuzamosan folyik észak felé. 
Utolsó mellékfolyója, a Vogulka torkolatától 3 km-re éri el a két nagy ágra bomló Ob bal oldali ágát, a Kis-Obot. Ezen a vidéken számtalan kis oldalággal kapcsolódik az Obhoz, köztük kisebb-nagyobb szigetek sokasága jött létre.
Október végén – november elején befagy; az olvadás április végén, májusban kezdődik. Májustól szeptemberig magas vízállás jellemzi, alsó szakasza ilyenkor hajózható. Jelentősebb mellékfolyói:
- Balról: Volja, 226 km; Ljapin, 151 km; Vogulka 256 km.
- Jobbról: Tapszuj, 283 km; Viszim, 214 km; Kis-Szoszva, 484 km.

Nagyobb települések a folyó mentén: Igrim, valamint a torkolat közelében: Berjozovo (korábbi nevén: Berjozov).